# Aloe descoingsii
Aloe descoingsii ist eine Pflanzenart der Gattung der Aloen in der Unterfamilie der Affodillgewächse (Asphodeloideae). Das Artepitheton descoingsii ehrt den französischen Botaniker und Madagaskarexperten Bernard  Descoings (* 1931).

## Beschreibung

### Vegetative Merkmale
Aloe descoingsii wächst stammlos oder sehr kurzstämmig, sprosst reichlich und bildet dichte Gruppen. Die etwa acht bis zehn eiförmig lang zugespitzten Laubblätter bilden dichte Rosetten. Ihre trübgrüne Blattspreite ist bis zu 3 Zentimeter lang und 1,5 Zentimeter breit. Auf der rauen Oberfläche befinden sich viele trübweiße Warzen. Die knorpeligen, weißen Zähne am Blattrand sind 1 Millimeter lang und stehen 1 bis 1,5 Millimeter voneinander entfernt. Zur Blattspitze hin werden die Randzähne kleiner und fehlen schließlich ganz.

### Blütenstände und Blüten
Der einfache Blütenstand erreicht eine Länge von 12 bis 15 Zentimeter. Die kopfigen Trauben sind bis 12 bis 25 Zentimeter lang. Sie bestehen aus etwa zehn Blüten. Die eiförmig-spitzen Brakteen weisen eine Länge von 2 Millimeter auf und sind 1 Millimeter breit. Die scharlachroten Blüten werden zur Mündung heller und können dort leicht orange sein. Sie stehen an 5 Millimeter langen Blütenstielen. Die urnenförmigen Blüten sind 7 bis 8 Millimeter lang und an ihrer Basis flach sowie kurz verschmälert. Auf Höhe des Fruchtknotens weisen sie einen Durchmesser von 4 Millimeter auf. Zur Mündung hin sind sie auf 3 Millimeter verengt. Ihre äußeren Perigonblätter sind auf einer Länge von 2 Millimetern nicht miteinander verwachsen. Die Staubblätter und der Griffel ragen nicht aus der Blüte heraus.

### Genetik
Die Chromosomenzahl beträgt {\displaystyle 2n=14}.

## Systematik und Verbreitung
Aloe descoingsii ist auf Madagaskar verbreitet. Aloe descoingsii subsp. descoingsii wächst dort auf flachen Boden auf Kalksteinklippen in Höhenlagen von etwa 350 Metern. Aloe descoingsii subsp. augustina ist auf Kalkstein im Schatten von Sträuchern in Höhenlagen von etwa 100 Metern verbreitet.
Die Erstbeschreibung durch Gilbert Westacott Reynolds wurde 1958 veröffentlicht. Ein Synonym ist Guillauminia descoingsii (Reynolds) P.V.Heath (1994).
Es werden folgende Unterarten unterschieden:
- Aloe descoingsii subsp. descoingsii
- Aloe descoingsii subsp. augustina Lavranos

Aloe descoingsii subsp. augustina

Im Unterschied zu Aloe descoingsii subsp. descoingsii sind die Laubblätter schmaler und gräulich grün. Auf der Blattoberfläche sind viele weiße Warzen vorhanden, von denen jede ein borstenartiges Stachelchen, insbesondere auf dem Kiel der Unterseite in der Nähe der Spitze, trägt. Die Blüten sind nahezu zylindrisch und besitzen eine weite Mündung.
Die Erstbeschreibung der Unterart erfolgte 1995 durch John Jacob Lavranos.

## Gefährdung
Aloe descoingsii wird in Anhang I des Washingtoner Artenschutz-Übereinkommen geführt.

## Nachweise